# Facultatea de Management a Școlii Naționale de Studii Politice și Administrative
Facultatea de Management este facultate de stat acreditată din cadrul Școlii Naționale de Studii Politice și Administrative, înființată în anul 2009. Facultatea oferă un program de studii universitare de licență în domeniul Management (3 ani) și programe de master în limba română cu durata de doi ani (în Antreprenoriat și Management Strategic; în Management și Branding Corporativ), dar și de master în limba engleză cu durata de doi ani (în Programs and Investments Management), pregătind tinerii care își doresc o carieră în structurile de conducere ale organizațiilor, în practica și consultanța de afaceri și management. 
Conexiuni cu piața, parte aplicativă și viață studențească
Cunoștințele și abilitățile necesare pentru dezvoltarea profesională rapidă a absolvenților facultății sunt asigurate nu numai în contextul cursurilor și al stagiilor de practică oficiale, ci și în cadrul unor proiecte studențești dinamice, inedite pentru spațiul universitar din România, precum BizMasters sau activitatea filantropică Let's Share!, direcționată către copiii orfani sau bolnavi și internați la Institutul Oncologic Fundeni.
Activitatea academică și proiectele de amploare ale facultății și ale studenților acesteia sunt susținute de mediul de afaceri, prin parteneriatele realizate de facultate (burse de câte 1000 de euro acordate celor mai merituoși studenți de Liga Profesionistă de Fotbal în 2015[nefuncțională]
; training de tip MBA cu Evolutiv Consultants Network, parteneriate cu BCR, Editura Tritonic, IRSOP etc.).
Facultatea de Management din SNSPA este recunoscută pentru derularea de ore altfel, unde sunt invitați la cursuri manageri din nivelurile superioare ierarhic ale marilor companii prezente pe plan mondial sau național, precum: John E. Pepper, CEO Procter & Gamble, Adela Jansen - HR Manager BRD Societe Generale, Ioana Marcu, director HR Orange România, Cristian Popescu, HR Vice President Ursus România etc. 
În fiecare an, studenții facultății sărbătoresc Zilele FM: o săptămână de ore practice, ateliere, activități sportive, acțiuni caritabile și Balul Facultății.
Cercetare pentru piață
Facultatea de Management din SNSPA derulează, din octombrie 2014, împreună cu IRSOP, un proiect unic pentru România: Barometrul Industrial. În fiecare lună, un eșantion reprezentativ de 400 de manageri din firmele industriale cu peste 9 angajați evaluează activitatea companiei pe care o conduc. Este folosit un set de 11 indicatori relevanți, cum ar fi producția, volumul comenzilor noi, volumul stocurilor, numărul de salariați, costurile de producție etc. Evaluarea constă din precizarea pe o scală simplă dacă activitatea a crescut, a scăzut sau a rămas la fel. Managerii furnizează două seturi de evaluări: o evaluare a activității firmei față de luna precedentă și o evaluare a situației probabile peste șase luni. Barometrul este reprezentativ pentru starea economiei românești, fiind preluat în mod constant de cele mai prestigioase publicații economice din România.
Cercetare academică
CCML sau Centrul de Cercetare în Management și Leadership reprezintă nucleul activității științifice din Facultatea de Management. Echipa CCML este formată din cadre didactice ale Facultății de Management, cu experiență relevant atât în plan academic, cât și în plan profesional, având conexiuni strânse cu mediul de afaceri, precum și din cercetători asociați din alte universități.
Adiacent activității de cercetare, CCML derulează proiecte de anvergură, cum ar fi: 
- revista de specialitate  Management Dynamics in the Knowledge Economy[5], indexată în peste 10 baze de date internaționale recunoscute;
- colecția de carte Smart Books, o serie de publicații academic dezvoltată în parteneriat cu Editura Tritonic în perioada 2013-2015;
- proiecte de networking academic și transfer tehnologic, precum conferința internațională Strategica[6], organizată în parteneriat cu Banca Națională a României Arhivat în 4 iunie 2015, la Wayback Machine.[7].

Parteneriate internaționale
Studenții Facultății de Management din SNSPA pot pleca la mobilități de studiu astfel: Vives University (Belgia), Dauphine University Paris (Franța), Liepaja University (Letonia), A Coruna University (Spania), Comenius University Bratislava (Slovacia), Sakarya University (Turcia), University of Castilla La Mancha (Spania). 
Alte proiecte de vizibilitate internațională:
- parteneriat cu Academic Conferences Publishing Ltd., UK, pentru organizarea, în 2016 a celei de a 12-a ediții a European Conference on Management, Leadership and Governance Arhivat în 10 septembrie 2015, la Wayback Machine.;
- parteneriat cu University of Sheffield, UK, pentru organizarea, în 2016 a celei de a noua ediții a International Conference for Entrepreneurship, Innovation and Regional Development[8];
- parteneriat cu Roland Gareis Consulting, Viena, Austria, pentru dezvoltarea unei noi calificări profesionale în management de program.

Profesorii facultății sunt membri ai unor asociații internaționale de prestigiu, precum Association Internationale de Management Stratégique (AIMS), Academy of Marketing Science și International Association of Knowledge Management.
Adresa: Bd. Expoziției nr. 30A, sector 1, București, România
Web: www.facultateademanagement.ro